# 1229 (szám)
Az 1229 (római számmal: MCCXXIX) az 1228 és 1230 között található természetes szám.

## A szám a matematikában
A tízes számrendszerbeli 1229-es a kettes számrendszerben 10011001101, a nyolcas számrendszerben 2315, a tizenhatos számrendszerben 4CD alakban írható fel.
Az 1229 páratlan szám, prímszám. Kanonikus alakja 12291, normálalakban az 1,229 · 103 szorzattal írható fel. Két osztója van a természetes számok halmazán, ezek növekvő sorrendben: 1 és 1229.
Sophie Germain-prím (p prímszám, amelyre 2p + 1 szintén prímszám).
Az 1229 huszonkét szám valódiosztó-összegeként áll elő, ezek közül legkisebb a 6115.

## Csillagászat
- 1229 Tilia kisbolygó